# Etevalda Menezes
Etevalda Grassi de Menezes ComMM (Rio Bananal, 13 de março de 1948) é uma advogada e política brasileira filiada ao Partido Trabalhista Brasileiro (PTB). Pelo Espírito Santo, foi deputada federal por dois mandatos e secretária da Educação de Linhares durante o mandato de Samuel Batista Cruz.

## Dados biográficos
Filha de Domingos Grassi e Idalina Elias Grassi. Nomeada secretária de Educação em Linhares em 1974, deixou o cargo após três anos e após o pleito de 1978 foi nomeada secretária parlamentar na Assembleia Legislativa do Espírito Santo. Extinto o MDB, ingressou no PMDB ao lado de seu esposo, Nyder Barbosa. Secretária parlamentar da Câmara dos Deputados em 1984, concluiu o curso de Direito pela Faculdade de Direito de Colatina quatro anos depois.
Eleita deputada federal em 1990, votou a favor do impeachment de Fernando Collor em 1992. No mesmo ano migrou para o Partido Trabalhista Brasileiro (PTB). Em julho de 1994, foi admitida pelo presidente Itamar Franco à Ordem do Mérito Militar no grau de Comendadora especial.
Ficou na suplência ao buscar a reeleição em 1994 sendo, porém, efetivada em virtude da eleição de Theodorico Ferraço para prefeito de Cachoeiro de Itapemirim em 1996. De volta ao PMDB falhou ao buscar mais um mandato em 1998 e perdeu a eleição para deputado estadual na legenda petebista em 2002.